# Takumi Shimohira
Takumi Shimohira (下平 匠?, Shimohira Takumi; Osaka, 6 ottobre 1988) è un calciatore giapponese, difensore del Nankatsu SC.

## Palmarès
- AFC Champions League: 1

Gamba Osaka: 2008
- Coppa del Giappone: 2

Gamba Osaka: 2008, 2009